# 장수 원흥 석불입상
장수 원흥 석불입상(長水 元興 石佛立像)은 대한민국 전북특별자치도 장수군 산서면 마하리, 팔공산 기슭에 있는 원흥사 법당 안에 모셔져 있는 높이 4m의 거대한 석불입상이다. 1984년 4월 1일 전라북도의 문화재자료 제41호로 지정되었다.

## 개요
전라북도 장수군 산서면 마하리 팔공산 기슭에 있는 원흥사 법당 안에 모셔져 있는 높이 4m의 거대한 석불입상이다. 원래 노천에 방치되어 있었는데, 1904년 이 마을에 살던 이처사 부부가 꿈을 꾼 뒤 불상을 만들어 모셨으며, 그 뒤 딸 청신과 손자 김귀수가 현재의 원흥사를 세웠다고 한다.
얼굴은 살찐 모습이며 눈과 입이 작은 편이나 코는 큰 편이다. 목은 매우 짧게 표현되었으며 3개의 주름인 삼도(三道)는 분명하지 않다. 신체는 어깨와 하부의 너비가 같아 둔한 느낌을 준다.
양 어깨를 감싼 옷을 입고 있는데 가슴이 거의 노출되었고, 양 소매와 배 아래쪽으로는 형식적인 옷주름을 표현하였다. 손은 양 소매에 넣어 감추고 있으며, 무릎 이하는 땅속에 묻혀 있다.
머리 위에 모자가 얹혀져 있었다고 하는 이 불상은 손모양이 특이하며 삼국시대에 만들어진 것이라고 전해진다.

## 현지 안내문
이 부처는 높이가 4m, 둘레가 3m나 되는 거대한 비옥불로서, 현재 하체부분 1m 정도가 묻혀있다. 조각 수법으로 보아 고려 중엽에 만든 것으로 추정된다. 살찐 얼굴, 유난히 긴 귀, 작은 눈과 입, 미소띤 얼굴 등 토속적인 모습이 강한 석불이다. 몸체는 얼굴에 비해 왜소한 편이며, 두 손은 옷 소매 속에 넣어 보이지 않는다. 형식적으로 처리한 옷 주름은 다리 아래까지 흘러내리고 있다. 원흥사는 고려 중엽에 처음 지은 절로 조선 초기에 헐렸던 것을 1904년 이후에 석불의 보호각과 함께 다시 지었다. 지금의 석불 보호각은 2000년에 새로 만든 것이다.

## 같이 보기
- 원흥사

## 참고 자료
- 원흥석불입상 - 국가유산청 국가유산포털